# 石井敏弘
石井 敏弘（いしい としひろ、1962年12月19日 -）は、日本の推理作家。岡山商科大学卒。

## 略歴
岡山県倉敷市出身。1987年、「風のターン・ロード」で江戸川乱歩賞を史上最年少（当時）の24歳で受賞し話題となった。他の代表作は、青春小説「バイク物語」や推理小説「風の魔術師」、本格推理「業火」などがある。
現在は、作家業の傍ら母校の岡山商科大学で講師を行い後進の育成に努め、自らが立ち上げた小説創作集団「ZEPHYR」では新たな創作活動を試みている。
株式会社フォーシーズンと連携、各地でミステリーイベントを開催し、2010年7月20日には奈良県の平城宮跡で自身の推理小説「失都の記憶」に描かれた事件の謎を解明するイベント「平城京ミステリークエスト」が開催された。
2014年3月22日、23日には自身が原作を手がけた児島市民創作ミュージカル「ヤオヨロズ」が倉敷市児島文化センターで開催され、2日間で延べ1700人を動員した。

## 著書
- 風のターン・ロード（講談社 1987） のち文庫 昭和62年江戸川乱歩賞）
- バイク物語「白の章」（講談社X文庫ティーンズハート、1987）
- 風の魔術師 講談社, 1988.6. のち文庫
- バイク物語. 青の章 1988.9. 講談社X文庫. Teen’s heart
- Dの鏡 北海道バトル篇 1989.11. 講談社ノベルス
- ビーナス殺人ライン 長篇ツーリング・ミステリー トクマ・ノベルズ 1989.6.
- Dの鏡 2 (東京インフェルノ篇) 1990.2. 講談社ノベルス
- Dの鏡 3 (ニューヨーク死闘篇) 1990.6. 講談社ノベルス
- 騎士達の鎮魂曲 トクマ・ノベルズ 1991.2.
- 竜王伝説殺人事件 光文社 1992.2. カッパ・ノベルス
- 業火（トクマ・ノベルズ）1993
- 失都の記憶（三栄書房刊）
- ノー・ソリューション 解決編のない推理小説 ふくろう出版 2007.5
- デウス・エクス・マキーナ 機械仕掛けの神 ふくろう出版 2007.9